# KeyBank Center
KeyBank Center je sportska arena koja se nalazi u Buffalou, New York, SAD.
Dom je hokejaškom timu Buffalo Sabres. U njoj se također održavaju koncerti i sveučilišne košarkaške utakmice. Korištena je i za domaćinstvo hrvačkih natjecanja.
Arena je otvorena 21. rujna 1996. godine zamijenivši Buffalo Memorial Auditorium.
Za sportska natjecanja arena može primiti 18,690 gledatelja.
U areni se dogodila i nesreća kada se 8 semafora koji su se nalazili na vrhu dvorane srušili na led koji sat prije hokejaške utakmice. Srećom, nitko nije stradao.

## Vanjske poveznice
- KeyBank Center